# Катастрофа Convair CV-300
Катастрофа Convair CV-300 — авиационная катастрофа, произошедшая 20 октября 1977 года с самолётом Convair CV-300 (модификация Convair CV-240) компании L&J Company, нанятым рок-группой Lynyrd Skynyrd. Самолёт, совершавший рейс из города Гринвилла штата Южная Каролина в город Батон-Руж штата Луизиана, разбился при аварийной посадке, вызванной нехваткой горючего.
В катастрофе погибли солист группы Ронни Ван Зант, гитарист и вокалист Стив Гейнс, бэк-вокалистка Кесси Гейнс (старшая сестра Стива), помощник тур-менеджера Дин Килпатрик, пилот Уолтер Мак-Крири и второй пилот Уильям Грей. Выжило 20 человек, включая Лесли Хоукинз, вторую бэк-вокалистку Lynyrd Skynyrd, однако она получила серьёзные травмы и больше выступать не смогла.

## Катастрофа
20 октября 1977 года, всего через три дня после выхода альбома Street Survivors группы Lynyrd Skynyrd, самолёт, перевозивший музыкантов из Гринвилла в Батон-Руж, разбился в аэропорту Мак-Кома при аварийной посадке, вызванной нехваткой горючего. Группа только что выступила в Greenville Memorial Auditorium и направлялась с концертом в Университет штата Луизиана. В текущем, самом успешном на тот момент, туре Lynyrd Skynyrd успел отыграть пять концертов.
Несмотря на попытку совершить аварийную посадку на небольшую полосу, самолёт упал в лесу недалеко от Гилсберга (Миссисипи). Солист группы Ронни Ван Зант, гитарист/вокалист Стив Гейнс, бэк-вокалистка Кесси Гейнс (старшая сестра Стива), помощник тур-менеджера Дин Килпатрик, пилот Уолтер Мак-Крири и второй пилот Уильям Грей погибли при столкновении с землёй. Медики быстро добрались до места катастрофы и организовали вывоз раненых и погибших. Выжившие были доставлены в больницы городов Мак-Ком и Джэксон.
Гитарист Аллен Коллинз получил переломы двух шейных позвонков, а также он и басист Леон Уилксон почти лишились рук. Кроме того, Уилксон получил множественные внутренние повреждения, включая проникающее ранение лёгкого, и остался почти без зубов. Гитарист Гэри Россингтон сломал обе руки, правую ногу и таз, а также получил проникающие ранения желудка и печени; на восстановление ушло несколько месяцев. Лесли Хоукинз получила сотрясение мозга, приведшее впоследствии к неврологическим проблемам, сломала в трёх местах шею и повредила мягкие ткани лица.
У техника Стива Лоулера диагностировали сотрясение мозга средней тяжести и рваные раны лица. Охранник Джин Одом получил ожоги руки и лица, а также ослеп на один глаз из-за возгорания сигнального факела, сработавшего при падении. Клавишник Билли Пауэлл почти лишился носа, повредил лицо и получил глубокие раны правого колена. Впоследствии он сделал противоречивые заявления о последних минутах Кесси Гейнс, рассказав, что её горло было перерезано от уха до уха, и она истекла кровью у него на руках. Также Пауэлл утверждал, что голова Ронни Ван Занта была размозжена. Эта версия событий была опровергнута Артимусом Пайлом и Джуди Ван Зант-Дженнес, которые в 1998 году опубликовали результаты вскрытия погибших членов группы, чтобы окончательно прояснить детали. Пайл и Ван Зант критиковали Пауэла за то, что его слова вызвали ненужные переживания в семье Гейнсов. Несмотря ни на что, Пауэлл остался в хороших отношениях с участниками группы.
Барабанщик Артимус Пайл, единственный из группы, лечившийся амбулаторно, выбрался из-под обломков самолёта с несколькими сломанными рёбрами и вместе с техниками Кеннетом Педеном-младшим и Марком Фрэнком вышел через заболоченный лес к дороге. Здесь троих раненых мужчин встретил фермер Джонни Моут, шедший узнать, что произошло. В разных источниках утверждается, что Моут или выстрелил в воздух, считая, что перепачканные люди сбежали из местной тюрьмы, или выстрелил Пайлу в плечо; однозначного подтверждения ни одной версии нет. Пайл в 2007 году утверждал, что Моут его подстрелил, Моут всегда отрицал, что стрелял в барабанщика. В 1996 году Пайл звонил Моуту по телефону, чтобы поблагодарить за помощь после катастрофы.
Третья бэк-вокалистка, Джоджо Биллингсли, не полетела со всеми из-за болезни; она планировала присоединиться к группе в Литтл-Роке (Арканзас) 23 октября. Биллингсли утверждала, что ей приснился сон о катастрофе и она упрашивала Аллена Коллинза отказаться от использования самолёта.
Самолёт Convair CV-300 был осмотрен техниками группы Aerosmith в начале 1977 года. Его признали не соответствующим требованиям группы. Один из техников рассказал, что во время инспекции пилоты Мак-Грири и Грей передавали друг другу бутылку Jack Daniel's. Пит Эгнью из Nazareth вспоминал: «Артимус Пайл (ударник Skynyrd) жил в Гринсборо, откуда взлетел самолёт, и он организовывал барбекю. Они пригласили нас присоединиться к ним, а потом полететь вместе с ними на следующий концерт. Но мы видели их самолёт, который выглядел как с помойки, весь из заплаток, склеенных изолентой…».

## Причины катастрофы
Национальный совет по безопасности транспорта установил, что вероятной причиной катастрофы была нехватка топлива и полная потеря мощности обоих двигателей из-за невнимательности экипажа. Причиной нехватки топлива были неверное планирование полёта и неисправность правого двигателя неустановленной природы, приведшая к возгоранию и сверхнормативному потреблению горючегоОтчет NTSB
Установлено, что магнето правого двигателя — устройство для зажигания горючей смеси в двигателе — было неисправно (Пауэлл и другие пассажиры говорили, что видели вспышки огня в правом двигателе непосредственно перед катастрофой). Пилоты планировали устранить неисправность по прибытии в Батон-Руж. Кесси Гейнс так боялась лететь, что согласилась ехать в грузовике вместе с багажом группы; Ронни Ван Зант уговорил её воспользоваться самолётом 20 октября.
Возможно, что из-за неисправности магнето пилоты использовали в двигателе смесь с избытком топлива, что и привело к его окончанию ранее расчётного времени. Также высказывалось предположение, что, получив сигнал о возгорании, пилоты запаниковали и сбросили топливо правого двигателя вместо того, чтобы перекачать его в левый. Пайл в интервью Говарду Стерну говорил, что топливный датчик не работал, а пилоты перед вылетом не смогли проверить уровень горючего в баках. Джин Одом в своей книге Lynyrd Skynyrd: Remembering the Free Birds of Southern Rock голословно утверждал, что второй пилот Уильям Грей половину ночи перед полётом провёл, нюхая кокаин; вскрытие не обнаружило следов наркотиков и алкоголя в крови обоих пилотов.